# Lingm
Le lingm ( dzongkha : གླིངམ་,  Wylie : glingm) est une flûte en bambou originaire du Bhoutan. Le lingm, avec le dramyin ( luth ) et le chiwang (vièle) constituent les instruments de base de la musique folklorique traditionnelle bhoutanaise.
Il existe deux variétés de lingm : le dong lingm, qui joue au premier plan, et le zur lingm qui joue en accompagnement.